# Abapeba lugubris
Abapeba lugubris is een spinnensoort uit de familie van de loopspinnen (Corinnidae).
De wetenschappelijke naam van de soort werd in 1953 als Corinna lugubris gepubliceerd door Ehrenfried Schenkel-Haas.